# Romanschulzia guatemalensis
Romanschulzia guatemalensis là một loài thực vật có hoa trong họ Cải. Loài này được (Standl.) Rollins miêu tả khoa học đầu tiên năm 1942.